# Nigéria nos Jogos Olímpicos de Verão de 2012
A Nigéria competiu nos Jogos Olímpicos de Verão de 2012, que aconteceram na cidade de Londres, no Reino Unido, de 27 de julho até 12 de agosto de 2012.

## Desempenho

### Atletismo
Os atletas da Nigéria até agora alcançaram índices de classificação nos seguintes eventos (máximo de três atletas por índice A e um por índice B):
Eventos com dois atletas classificados por índice A:
- 100 m feminino
- 100 m masculino

Eventos com um atleta classificado por índice A:
- 400 m com barreiras masculino
- Salto triplo masculino
- 200 m feminino
- Salto em altura feminino
- Salto em distância feminino

Eventos com um atleta classificado por índice B:
- 100 m com barreiras feminino
- 400 m com barreiras feminino

### Canoagem slalom
Masculino
| Atleta            | Evento | Preliminar | Preliminar | Preliminar | Preliminar | Semifinais  | Semifinais  | Final       | Final       |
| Atleta            | Evento | Descida 1  | Descida 2  | Total      | Posição    | Tempo       | Posição     | Tempo       | Posição     |
| ----------------- | ------ | ---------- | ---------- | ---------- | ---------- | ----------- | ----------- | ----------- | ----------- |
| Jonathan Akinyemi | K-1    | 104s70     | 146s95     | 104s70     | 21º        | Não avançou | Não avançou | Não avançou | Não avançou |

### Lutas
A Nigéria conquistou uma vaga no Copa do Mundo de Lutas de 2011, realizada em Istanbul, na Turquia, do dia 12 ao dia 18 de setembro de 2011.
- Categoria de peso -96 kg, luta livre masculina.

### Halterofilismo
Masculino
| Atleta     | Evento | Arranque (kg) | Arremesso (kg) | Total (kg) | Posição |
| ---------- | ------ | ------------- | -------------- | ---------- | ------- |
| Felix Ekpo | -77kg  | 151,0         | 180,0          | 331,0      | 8º      |

Feminino
| Atleta       | Evento | Arranque (kg) | Arremesso (kg) | Total (kg) | Posição |
| ------------ | ------ | ------------- | -------------- | ---------- | ------- |
| Mariam Usman | +75kg  | 129,0         | DNF            | DNF        | DNF     |

### Tênis de mesa
Classificados para o individual masculino:
- Quadri Aruna
- Segun Toriola

Classificado para o individual feminino:
- Offiong Edem
- Olufunke Oshonaike